# گورستان نوفرست
قبرستان نوفرست مربوط به دوره تیموریان تا دوره صفوی است و در شهرستان بیرجند، بخش مرکزی، روستای نوفرست واقع شده و این اثر در تاریخ ۲۵ اسفند ۱۳۸۰ با شمارهٔ ثبت ۵۱۳۶ به‌عنوان یکی از آثار ملی ایران به ثبت رسیده است.